# Межовский сельсовет (Саянский район)
Межовский сельсовет — сельское поселение в Саянском районе Красноярского края.
Административный центр — село Межово.

## История
Статус и границы сельского поселения установлены Законом Красноярского края от 18 февраля 2005 года № 13-3007 «Об установлении границ и наделении соответствующим статусом муниципального образования Саянский район и находящихся в его границах иных муниципальных образований».

## Население
| 2010 | 2012 | 2013 | 2014 | 2015 | 2016 | 2017 |
| ---- | ---- | ---- | ---- | ---- | ---- | ---- |
| 686  | ↘673 | ↘649 | ↘638 | ↘617 | ↗625 | ↘621 |

## Состав сельского поселения
В состав сельского поселения входят 2 населённых пункта:
| № | Населённый пункт | Тип населённого пункта       | Население |
| - | ---------------- | ---------------------------- | --------- |
| 1 | Калиновка        | деревня                      | ↘72       |
| 2 | Межово           | село, административный центр | ↘614      |

## Местное самоуправление
Межовский сельский Совет депутатов
Дата избрания: 14.03.2010. Срок полномочий: 5 лет. Количество депутатов: 7.
Глава муниципального образования
- Хадаров Андрей Викторович  Дата избрания: 16.06.2022. Срок полномочий: 5 лет.